# Ophion fuscicollis
Ophion fuscicollis är en stekelart som beskrevs av Hellen 1926. Ophion fuscicollis ingår i släktet Ophion och familjen brokparasitsteklar. Inga underarter finns listade i Catalogue of Life.